# Карно, Стефан
Стефан Карно (фр. Stéphane Carnot; род. 8 июля 1972 или 10 июля 1972, Кемпер, Бретань, Франция) — французский футболист, выступавший на позиции атакующего полузащитника.

## Карьера
Всю карьеру футболиста провёл во Франции, играя за клубы «Генгам» (воспитанником которого является), «Монако», «Осер» и «Энтенте». С «Генгамом» вышел в Лигу 1, в 1996 году прямым ударом с углового забил решающий мяч в финальном противостоянии Кубка Интертото с российским «Ротором», участвовал в матчах Кубка УЕФА против миланского «Интера». В сезоне 1997/98 играл в Лиге чемпионов, в том числе в четвертьфинальных матчах против «Манчестер Юнайтед», по итогам которых «Монако» по сумме двух встреч прошёл в полуфинал, и первом полуфинале против «Ювентуса».
Член команды века «Генгама», составленной читателями газеты Ouest-France, всего за «Генгам» сыграл 351 матч, забил 63 мяча. Лучший бомбардир «Генгама» в высшем дивизионе — 29 мячей.
С 2006 года — скаут в клубе «Генгам», с 2014 года — главный скаут.
Сын Луи — также футболист.

## Достижения
- Победитель Кубка Интертото: 1996
- Финалист Кубка Франции: 1996/97
- Обладатель Суперкубка Франции: 1997

## Статистика
| Выступление                                 | Выступление                   | Выступление                   | Лига | Лига | Кубки | Кубки | Еврокубки | Еврокубки | Итого | Итого |
| Клуб                                        | Лига                          | Сезон                         | Игры | Голы | Игры  | Голы  | Игры      | Голы      | Игры  | Голы  |
| ------------------------------------------- | ----------------------------- | ----------------------------- | ---- | ---- | ----- | ----- | --------- | --------- | ----- | ----- |
| Генгам                                      | Дивизион 2                    | 1989/90                       | 2    | 0    | ?     | ?     | —         | —         | 2*    | ?     |
| Генгам                                      | Дивизион 2                    | 1990/91                       | 9    | 0    | ?     | ?     | —         | —         | 9*    | ?     |
| Генгам                                      | Дивизион 2                    | 1991/92                       | 23   | 3    | 2*    | 0     | —         | —         | 25*   | 3     |
| Генгам                                      | Дивизион 2                    | 1992/93                       | 30   | 3    | 2*    | 1     | —         | —         | 32*   | 4     |
| Генгам                                      | Насьональ 1 (Д-3)             | 1993/94                       | ?    | ?    | ?     | ?     | —         | —         | ?     | ?     |
| Генгам                                      | Дивизион 2                    | 1994/95                       | 33   | 9    | 4*    | 1     | —         | —         | 37*   | 10    |
| Генгам                                      | Дивизион 1                    | 1995/96                       | 38   | 6    | 5     | 1     | —         | —         | 43    | 7     |
| Генгам                                      | Дивизион 1                    | 1996/97                       | 34   | 6    | 7     | 2     | 10        | 5         | 51    | 13    |
| Генгам                                      | Всего за «Генгам» в 1989—1997 | Всего за «Генгам» в 1989—1997 | 169+ | 27+  | 20+   | 5+    | 10        | 5         | 199+  | 37+   |
| Монако                                      | Дивизион 1                    | 1997/98                       | 21   | 3    | 4     | 0     | 6         | 0         | 31    | 3     |
| Монако                                      | Всего за «Монако»             | Всего за «Монако»             | 21   | 3    | 4     | 0     | 6         | 0         | 31    | 3     |
| Осер                                        | Дивизион 1                    | 1998/99                       | 32   | 7    | 4     | 0     | 2         | 1         | 38    | 8     |
| Осер                                        | Дивизион 1                    | 1999/00                       | 30   | 1    | 2     | 0     | —         | —         | 32    | 1     |
| Осер                                        | Дивизион 1                    | 2000/01                       | 3    | 0    | 0     | 0     | 1         | 0         | 4     | 0     |
| Осер                                        | Всего за «Осер»               | Всего за «Осер»               | 85   | 11   | 10    | 0     | 3         | 1         | 98    | 12    |
| Генгам                                      | Дивизион 1/ Лига 1            | 2000/01                       | 28   | 3    | 2     | 0     | —         | —         | 30    | 3     |
| Генгам                                      | Дивизион 1/ Лига 1            | 2001/02                       | 23   | 4    | 3     | 0     | —         | —         | 27    | 4     |
| Генгам                                      | Дивизион 1/ Лига 1            | 2002/03                       | 28   | 10   | 5     | 1     | —         | —         | 38    | 11    |
| Генгам                                      | Дивизион 1/ Лига 1            | 2003/04                       | 11   | 0    | 1     | 0     | 2         | 0         | 13    | 0     |
| Генгам                                      | Лига 2                        | 2004/05                       | 2    | 0    | 3*    | 1     | —         | —         | 5*    | 1     |
| Генгам                                      | Всего за «Генгам» в 2001—2005 | Всего за «Генгам» в 2001—2005 | 92   | 17   | 11    | 1     | 2         | 0         | 199+  | 39+   |
| Генгам                                      | Всего за «Генгам»             | Всего за «Генгам»             | 261+ | 44+  | 31+   | 6+    | 12        | 5         | 351   | 63    |
| Энтенте                                     | Насьональ (Д-3)               | 2004/05                       | 15*  | 4    | 0     | 0     | —         | —         | 15+   | 4     |
| Энтенте                                     | Насьональ (Д-3)               | 2005/06                       | 15   | 0    | 2*    | 0     | —         | —         | 17+   | 0     |
| Энтенте                                     | Всего за «Энтенте»            | Всего за «Энтенте»            | 30+  | 4    | 2+    | 0     | 0         | 0         | 32    | 4     |
| Всего за карьеру                            | Всего за карьеру              | Всего за карьеру              | 397+ | 62+  | 47+   | 6+    | 21        | 6         | 465+  | 74+   |
| * Данные неполные или могут быть неполными. |                               |                               |      |      |       |       |           |           |       |       |

1. ↑  Кубок Франции, Кубок французской лиги, Суперкубок Франции
2. ↑  Лига чемпионов (1997/98), Кубок УЕФА (1996/97), Кубок Интертото (1996, 1998, 2000, 2003)